# Gentiana yakushimensis
Gentiana yakushimensis là một loài thực vật có hoa trong họ Long đởm. Loài này được Makino mô tả khoa học đầu tiên năm 1909.